# Фаршинёв, Дмитрий Александрович
Дмитрий Александрович Фаршинёв (29 мая 2000 — 5 апреля 2022) российский военнослужащий, гвардии ефрейтор, Герой Российской Федерации (посмертно, 2022).

## Биография
Родился 29 мая 2000 года в городе Иркутске. Позже семья переехала в город Кяхта Республики Бурятия. В 2017 году окончил Кяхтинскую среднюю общеобразовательную школу № 2, затем поступил в Бурятский республиканский строительный техникум, где год учился на электромонтажника.
После окончания техникума в 2018 году был призван в Российскую армию. Пройдя срочную службу в 11-й отдельной гвардейской десантно-штурмовой бригаде (место дислокации — город Улан-Удэ, Бурятия), перешёл на службу по контракту. В 2019 году в составе своей части командировался в Сирию, где Россия с 2015 года проводила военную операцию против международных террористических формирований.
С 24 февраля 2022 года 11-я отдельная гвардейская десантно-штурмовая бригада участвовала во вторжении России на Украину.
5 апреля 2022 года, согласно информации Министерства обороны РФ, подразделению пришлось вступить в неравный бой с украинскими войсками. По данным военного ведомства РФ, ефрейтор Фаршинёв, получивший несколько ранений, принял решение прикрыть огнём сослуживцев и ценой жизни спас своих товарищей по подразделению.
Похоронен 25 апреля 2022 года в Кяхте.

## Награды
Указом Президента России Владимира Путина в апреле 2022 года за «мужество и героизм, проявленные при выполнении боевого задания» удостоен звания Героя Российской Федерации посмертно.
21 мая 2022 года знак особого отличия «Золотая Звезда» был передан в Улан-Удэ семье Фаршинёва.
Награждён медалью «За укрепление боевого содружества».

## Память
По заявлению главы Бурятии Алексея Цыденова в Кяхтинском районе новому скверу присвоят имя Дмитрия Фаршинева.